# 情侶鸚鵡
情侶鸚鵡，又稱牡丹鹦鹉、愛情鸚鵡、愛情鳥（情侶鸚鵡屬 ，希腊语中“αγάπη agape 'love'; όρνις ornis 'bird')”是愛的意思，而則是雀鳥的意思）。情侶鸚鵡是一種非常喜歡群居及深情親切的鸚鵡，情侶鸚鵡因其深情的天性而得名。情侶鸚鵡會與伴侶形影不離，相依相偎，而且多是會廝守終生。因為情侶鸚鵡這個天性，德國人稱情侶鸚鵡為，而法國人則牠們為（即英文中的，意思是「不可分離」）。亦因為這樣，大部份人強烈地認為，情侶鸚鵡必須是一對一對地飼養。有些人相信，情侶鸚鵡像其他的鸚鵡一樣，只要得到足夠的關心及照顧，情侶鸚鵡可以與人建立一個友伴關係。
情侶鸚鵡身長約13厘米—17厘米，展翅後最大為24厘米，體重40克—60克，身型矮胖及有一條短尾，喙部相對為大，大部份情侶鸚鵡都是綠色的，而人工配種及變種使很多的顏色出現。在野外的情侶鸚鵡平均壽命為十年至十五年，但是經人類馴養的情侶鸚鵡亦有二十年的壽命。常見飼養的情侶鸚鵡分為小鸚（面类）、牡丹（头类）兩大類，各包含數種，兩大類最明顯的差別在於，牡丹有明顯的白眼圈。

## 物種及生境

情侶鸚鵡屬的系統發生樹，以分子證據為基礎紅線表示的物種是屬於情侶鸚鵡屬，惟現時於种系发生学上仍未被分類

情侶鸚鵡屬過去分為三個種（雌雄二型、牡丹、小鸚），後來經過種系發生學研究後，現在改分為九個種，其中五種是單型的，而四種則有亞種。其中八種源自非洲大陸，一種（Agapornis canus）源自非洲東岸的馬達加斯加。每個野外品種都是受地理所分隔。情侶鸚鵡一小群地聚居，牠們以蔬菜、水果、草、綠葉、花朵、種籽為主食。黑領情侶鸚鵡亦會食無花果。
| 種                       | 學名 | 照片 | 亞種 | 備註 |
| ------------------------ | ---- | ---- | ---- | --- |
| 紅面情侶鸚鵡 （）        |      |      |      | 雌雄二型。雄的為紅面，雌的橘面 |
| 灰頭情侶鸚鵡 （）        |      |      |      | 雌雄二型。雄的頭與胸為灰色，雌的是綠色 |
| 黑翅情侶鸚鵡 （）        |      |      |      | 雌雄二型。雄的額頭是紅色，雌的則是綠色 |
| 費沙氏情侶鸚鵡 （）      |      |      |      | 有白眼圈（牡丹） 費沙氏情侶鸚鵡、尼亞薩情侶鸚鵡外型顏色相近。 主要差別在於費沙氏情侶鸚鵡於尾部有一叢藍色羽毛。                                                          |
| 尼亞薩情侶鸚鵡 （）      |      |      |      | 有白眼圈（牡丹） 費沙氏情侶鸚鵡、尼亞薩情侶鸚鵡外型顏色相近。 主要差別在於費沙氏情侶鸚鵡於尾部有一叢藍色羽毛。                                                          |
| 黑頰情侶鸚鵡 （）        |      |      |      | 有白眼圈（牡丹） 黑頰情侶鸚鵡、黄领情侶鹦鹉外型顏色相近。 主要差別在於黑頰情侶鸚鵡胸前羽毛為橘色，黄领牡丹鹦鹉則為鮮豔的黃色，且會延伸至背後。                          |
| 黄领牡丹鹦鹉 （）        |      |      |      | 有白眼圈（牡丹） 黑頰情侶鸚鵡、黄领情侶鹦鹉外型顏色相近。 主要差別在於黑頰情侶鸚鵡胸前羽毛為橘色，黄领牡丹鹦鹉則為鮮豔的黃色，且會延伸至背後。                          |
| 黑領情侶鸚鵡 （）        |      |      |      | 黑領情侶鸚鵡過去因外型與其他相差較大，最初未列入情侶鸚鵡屬。 但後來經過種系發生學研究後，將黑領情侶鸚鵡列入，並將情侶鸚鵡屬被重新分類為九個種。                         |
| 桃面情侶鸚鵡 （） （或） |      |      |      | 無白眼圈（小鸚） 桃臉情侶鸚鵡跟紅面情侶鸚鵡主要的差別除了紅面情侶鸚鵡有雌雄二型外， 紅面情侶鸚鵡紅毛僅分布在頭部，胸前為綠毛。 桃面情侶鸚鵡則通常從頭到胸都是玫瑰紅色。 |

情侶鸚鵡當中的牡丹與小鸚唯一確定性別的方法是進行DNA的檢驗。
根據情侶鸚鵡的種類，雌性會以各種方式將築巢材料帶入巢中。小鸚與牡丹則在臀部的羽毛中堆積嵌套材料 在此期間，情侶鸚鵡將反復與配偶交配後於在三天至五天後產卵。產下第一顆卵後，每隔一天就會出現一個新的卵，通常是四到六顆卵。即使沒有鳥巢或伴侶，雌鳥也會產卵。
有些野生的情侶鸚鵡生活在東非等熱帶地區城市，物種之間存在許多花色和種類。南非的比勒陀利亞地區有兩個情侶鸚鵡野生殖民地，起源於經由人類飼養但是從鳥舍逃脫至野外。主要由桃面、黑頰、費沙氏和其牠混種鳥組成，所以身上的顏色不一樣，在許多情況下會出現白色，黃色以及藍色，亦有眼圈非常突出的變種情侶鸚鵡。
在美國被捕獲的野生鸚鵡因為被強制與伴侶或群體分離而產生焦慮，所以目前已不再從野外捕獲。荷蘭於2014年7月1日起禁止醫療人工飼養的健康鸚鵡，其用意是降低人類的野外獵捕行為。

## 飼養需知

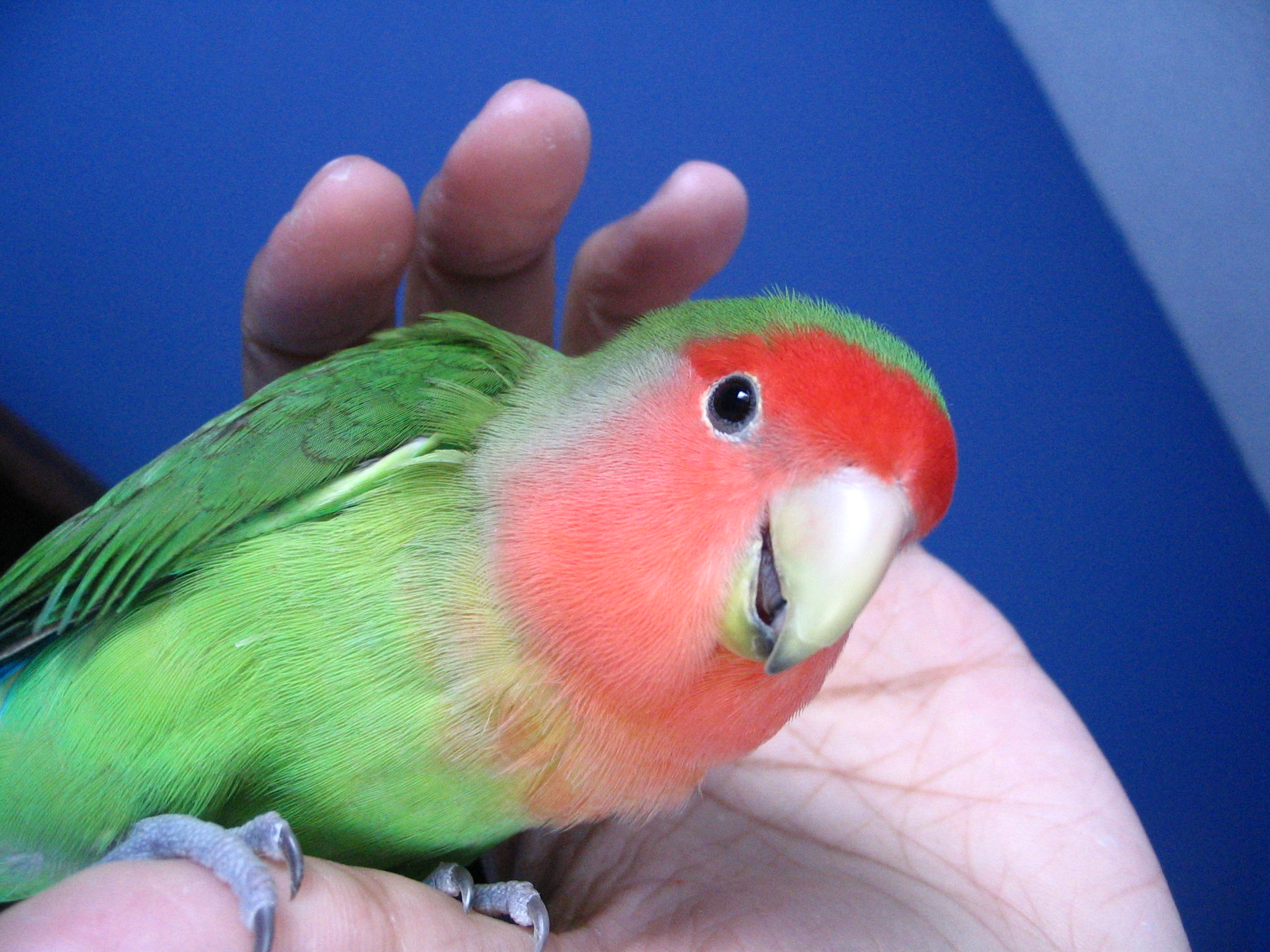
站於手指上的桃臉情侶鸚鵡

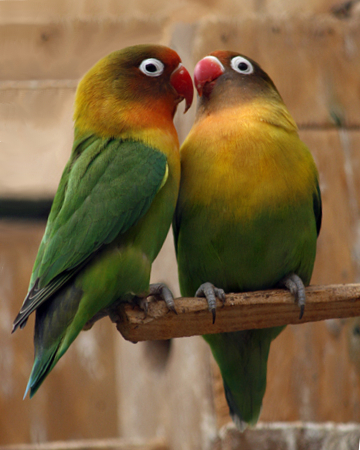
混種(費沙氏情侶鸚鵡與黃領情侶鸚鵡)在肯尼亚的奈洛比

正如其他寵物一樣，購買情侶鸚鵡時，須注意所購得的是人工繁殖的而非野外捕捉的。這不單是因為道德及保育問題，野外捕捉的雀鳥通常容易生病及死亡。情侶鸚鵡是很好的寵物，尤其由雛鳥時由人手餵食育成的情侶鸚鵡。情侶鸚鵡若是對人信任的話，牠們可以非常親近人類，可以站立在人類的手指或肩膀上。情侶鸚鵡極少數可以說話，但若從小開始訓練，牠們可能可以模仿人聲。
選擇相處融洽的一對飼養，以避免互相攻擊的問題。另外，若飼養超過一對，很容易發生攻擊或致死的例子，因此也應盡量避免超過一對，飼養在同一籠子裡。若日後需要為落單的情侶鸚鵡配對，也需經過慎重挑選。通常，與牠之前伴侶相同的羽色，是可以參考的。情侶鸚鵡對於伴侶之外的鸚鵡，包括同樣為情侶鸚鵡、或其他鸚鵡（甚至是大型鸚鵡），都帶有攻擊的傾向。
情侶鸚鵡十分喜歡鬼叫，發出大而尖銳的吵音。牠們整天都會吵嚷，尤其在清晨時間。若有擾鄰問題或怕吵的飼主，可以考慮飼養較安靜的別種鸚鵡。
除此之外，情侶鸚鵡十分好動，而且喜歡咬嚼物件，例如木製的玩具。這些咬嚼行為對其身心都有益處，故應該提供木製物給牠們咬嚼。然而，若把牠們放出籠外，應小心注意牠們，牠們可能會破壞傢具，甚至電線。
目前多數的鸚鵡品種在中国大陆依据《华盛顿公约》参照二级保护动物，在台湾屬「二級保育類動物」进行保护，因此須向相关部门申请才能飼養鸚鵡，且要遵守其繁殖出來的後代不得隨意出售，否则属于违法犯罪行为。但是少數的品種因此人工繁殖属于无危品种，並不在此範圍，如虎皮鸚鵡、玄鳳鸚鵡、月輪鸚鵡和情侶鸚鵡等。

### 飼育條件
人類馴養鸚鵡，如同飼育其他的寵物一樣是培養責任感與同理心的其中一種管道。但是鸚鵡皆具有鳴叫、啃咬的本性，容易產生噪音污染的環境問題，應在家人、社區的其他住戶都能接受的情況考慮飼養鳥類。飼養的環境溫度為攝氏20度至30度之間的通風環境為佳，羽毛尚未長齊的幼鳥及雛鳥應為攝氏25度至30度之間，避免過度的風吹日曬雨淋。選擇寬敞的籠舍，保持環境的衛生和良好的空氣品質。

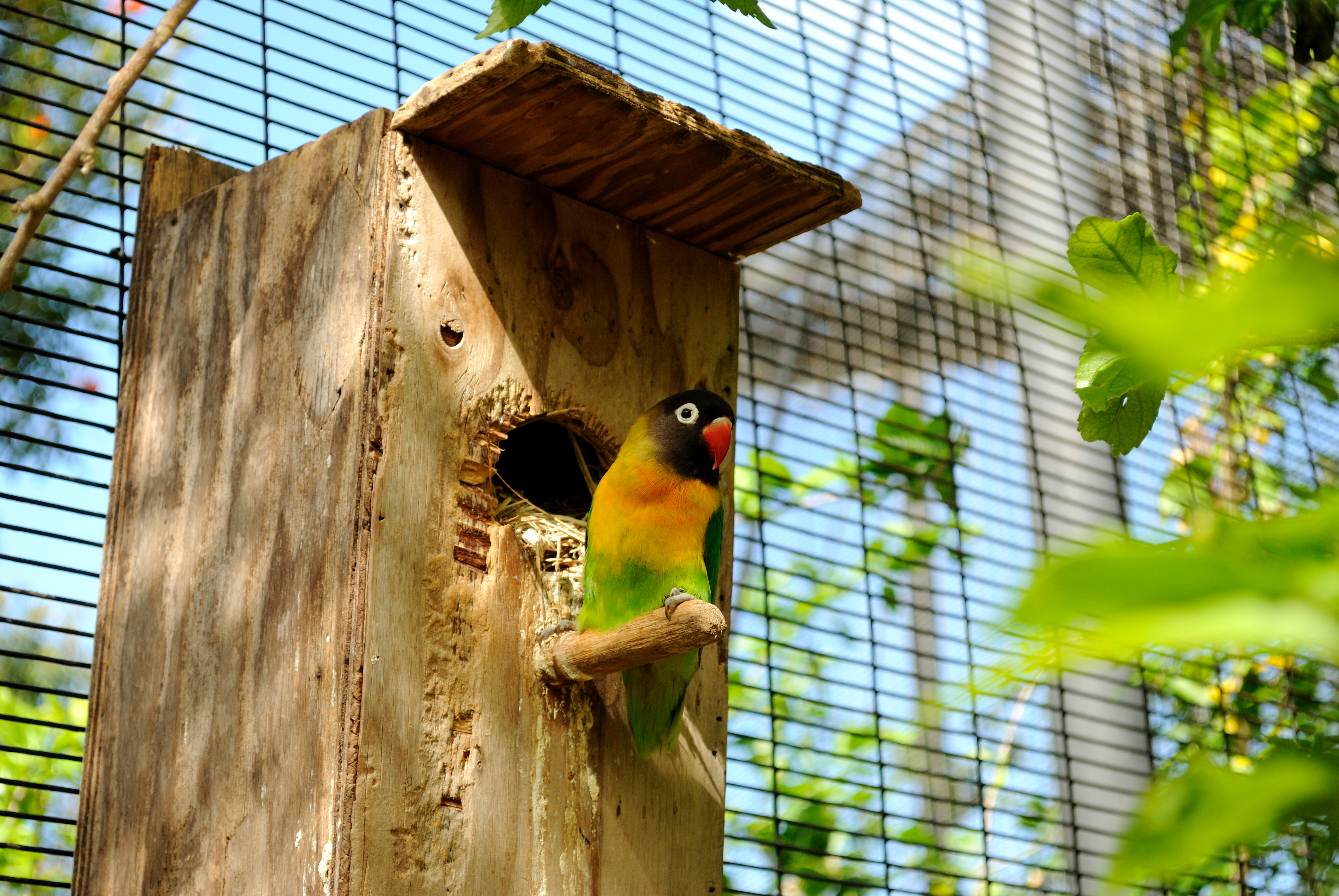
棲息在美國夏威夷檀香山動物園的大型鳥舍的黃領情侶鸚鵡

生物學研究指出，地球上的所有的動物包含鳥類在內，應以方形或長形格局的生活空間為主。由於鸚鵡擁有啃咬探索世界的天性，籠舍與籠內的擺設材質以不銹鋼或安全材質為主，能降低誤食後引發金屬中毒。一個籠子內一對同品種且相處融洽的雌雄鳥。
情侶鸚鵡需要適當大小的籠子、鳥舍。每一隻鳥的最小內部空間為1尺×1尺×1尺（長度×寬度×高度）。鸚鵡的喙由角蛋白製成，但是角蛋白會不斷地生長，藉由咀嚼和破壞木製玩具和棲木有助於維持嘴喙的長度。將自然棲息地和不同粗細的特殊表面棲木放置於籠子中的不同高度，將具有更大的攀爬能力，並為牠們提供了選擇最舒適的棲息地。

### 修剪
鸚鵡的腳趾甲的尖端，可以應通過爬過粗糙的棲息處達到充分磨損。如果鸚鵡的活動低，腳趾甲可能會長一些，需要修剪 但是如果修剪過多的趾甲會產生劇烈疼痛及大量出血。 在這種情形下，應立即使用止血凝膠或止血粉來止血。這些步驟可以在助手的幫助下完成，小心地將鸚鵡包裹在毛巾中進行。

### 飲食相關

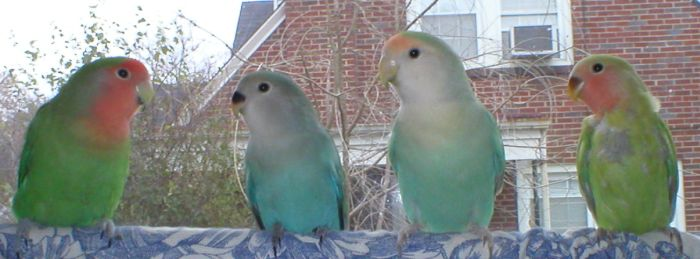
一家四口的桃臉情侶鸚鵡

野外的鸚鵡通常會進食果實、種子及果仁，不同季節會有不同種類的食物供鸚鵡食用，因此可得到多種的食物及均衡的營養。但於人工飼養的環境下，飼主通常只給予葵花籽、花生，並不時給予蔬菜水果並不能提供均衡及足夠的營養，長時間餵食會導致健康問題。
以種子及果仁作為主要糧食幾個缺點：
- 缺乏維生素A

維生素A是非常重要的養料，對於維護多種身體組織的健康及功能尤其重要，如皮膚、呼吸道及消化道。缺乏維生素A會降低雀鳥對細菌及病毒的抵抗力，有多種的感染都是因缺乏維生素A而引起。
- 過量脂肪

過量脂肪會導致脂肪肝（Fatty Liver），最終會使肝臟壞死。
- 鈣質含量過低

美國布朗氏（Brown's）與臺灣阿迷購（Amigo）推薦的鸚鵡每日食物營養比例如下
- 45 % 新鮮的蔬菜與水果，尤以新鮮蔬菜的比例為重。
- 25 % 滋養丸，別稱滋養餐。
- 25 % 穀物
- 5 % 堅果
- 適時給予鳥用益生菌以確保鳥類的健康。

亦可搭配種植蔬菜、水果等植物，例如：花果、牧草、艾草，地瓜葉、迷迭香、綠紫蘇、玫瑰花、紫錐花、紅鳳菜、萬壽菊、蒲公英、苜蓿草及苜蓿芽、天竺草等，煮沸瀝乾的蛋殼，少許大麥蟲、黄粉虫去頭端的幼蟲予鸚鵡食用亦可補充動物性蛋白質並維持體力。
選擇純天然、無人工添加物的有效期限內食品。經開封後未食用的食品以冷藏保存，避免陽光照射使其變質、菌蟲孳生。食用前待退冰後提供給鸚鵡。羽毛尚未長齊的雛鳥和幼鳥，可根據不同的品種與成長階段，選擇對應合格標章的鳥用奶粉、飼料，以攝氏38度至40度之間的乾淨溫水將其泡軟後餵食。特殊品種的鸚鵡，如：吸蜜鸚鵡則是以粉料為主。
避免選購含有人工色素及香料的人工合成飼料，含有防腐劑乙氧基奎寧（Ethoxyquin）及丁羥甲苯（BHT/BAT）及含可可鹼（Theobromine）的食物如咖啡、茶葉、巧克力、鳄梨（或稱牛油果），含有高鹽份、酒精等食品對鳥類的健康亦有危害。

### 生活習性
野外的鳥類有盥洗清潔的生活習性，牠們會在沙堆或水平面上擺動身體，讓沙子或水淋浴在身上，再透過陽光照射將身上的羽毛弄乾。人類飼育的寵物鳥可以使用自來水或專用的沐浴粉等方式，令鳥兒自發性地清潔身體。每天的清晨或黃昏時段讓鳥晒十分鐘的陽光，紫外光可補充維他命D3。促進體內新陳代謝、鈣質吸收，與消除羽毛的蟲蚤等多種益處。
寵物鳥在野外有各種活動。為滿足寵物鳥的各種生理與心理需求，許多飼養人會提供攀爬、鞦韆、聲響、築巢等玩具，以及各式的棲木、遊戲架供寵物鳥使用。鸚鵡是群居喜愛互動的鳥。如果缺乏互動、玩具、日常訓練及寬敞的籠子或鳥舍，可能會「拔毛、鳴叫」，這兩種行為目前醫療界都難以治愈。。
外出郊遊踏青前後亦會替鳥兒清潔身體，讓鸚鵡待在寵物的外出背包或外出籠子等工具，一起出門。但因戶外交通車輛排放出的氣體，造成空氣污染嚴重，每當定期健康檢查容易診斷出呼吸道及肺部問題。雖然服藥後即可改善，但是鳥獸醫師建議應該少讓寵物外出，飼主在外出時也應該戴上口罩來保護自己。

## 相關連結
- 混種情侶鸚鵡（英语：Fischer's lovebird）

## 外部連結
- . ITIS.